# Саул Модиано
Саул Исак Модиано (на ладино: Saul Isaak Modiano, на гръцки: Σαούλ Ισαάκ Μοδιάνο) е еврейски благодетел, общественик и предприемач от Македония.

## Биография
Роден е в 1816 година в Солун, тогава в Османската империя, днес Гърция, в семейството на Ицхак и Естер, родена Бен-Йехуда, най-големият от трима братя в рода Модиано, едно от най-богатите и важни семейства сред евреите в Солун по това време. На седем години остава пълен сирак, но роднините му отказват да го приберат да живее с тях и той започва да изкарва прехраната си още на 10 години. Чиракува на множество предприемачи и други богаташи в града и околностите. Запознава се и се влюбва във Факима Казес, за която се жени по-късно. Бащата на Факима го въвежда в семейния бизнес, който е в сферата на банкерството и международната търговия. Саул Модиано става един от най-успешните и богати банкери и развива многократно семейния бизнес, превръщайки семейството си в еднa от най-богатите фамилии в Османската империя.
Модиано дарява богатството си на членове на еврейската общност в Солун и особено на сираци и вдовици. Основната му филантропска дейност е възстановяването на общността след бедствия, сполетели града и създаване на образователни институции, създаване на болници и старчески домове. На негово име са кръстени редица сгради и комплекси в града.
Неговият син Яков Модиано също е известен банкер, а негов внук е известният солунски архитект Ели Модиано.